# Dicranomyia (Dicranomyia) bhutanica
Dicranomyia (Dicranomyia) bhutanica is een tweevleugelige uit de familie steltmuggen (Limoniidae). De soort komt voor in het Oriëntaals gebied.